# Alfie (album)
Pour les articles homonymes, voir Alfie.
Albums de Sonny Rollins
Sonny Rollins on Impulse!
(1965) East Broadway Run Down
(1966)
Alfie est un album du saxophoniste ténor Sonny Rollins sorti en 1966 sur le label Impulse!. L'album est entièrement composé par Rollins pour la bande son du film Alfie réalisé par Lewis Gilbert avec Michael Caine en acteur principal. Rollins réuni pour cet album une dizaine de musiciens, notamment les trombonistes J.J. Johnson et Jimmy Cleveland, les saxophonistes Oliver Nelson, Bob Ashton, Phil Woods ainsi que le guitariste Kenny Burrell. L'album atteint la 17e place en 1966 des albums R&B du Billboard.

## Titres
| N° | Titre                                                            | Compositeur   | Durée |
| -- | ---------------------------------------------------------------- | ------------- | ----- |
| 1. | Alfie's Theme                                                    | Sonny Rollins | 9:41  |
| 2. | He's Younger Than You Are                                        | Sonny Rollins | 5:09  |
| 3. | Street Runner with Child                                         | Sonny Rollins | 3:59  |
| 4. | Transition Theme for Minor Blues or Little Malcolm Loves His Dad | Sonny Rollins | 5:49  |
| 5. | On Impulse                                                       | Sonny Rollins | 4:28  |
| 6. | Alfie's Theme Differently                                        | Sonny Rollins | 3:44  |

## Enregistrement
Les titres sont enregistrés le 26 janvier 1966 au Rudy Van Gelder Studio situé à Englewood Cliffs dans le New Jersey,.
| Musicien        | Instrument        | Titre |  | Équipe technique |                  |
| --------------- | ----------------- | ----- |  | ---------------- | ---------------- |
| Sonny Rollins   | saxophone ténor   | 1 - 6 |  | Bob Thiele       | producteur       |
| Bob Ashton      | saxophone ténor   | 1 - 6 |  | Rudy Van Gelder  | ingénieur du son |
| Phil Woods      | saxophone alto    | 1 - 6 |  | Nat Hentoff      | liner notes      |
| Danny Bank      | saxophone baryton | 1 - 6 |  | Oliver Nelson    | arrangement      |
| J. J. Johnson   | trombone          | 1, 2  |  | Lee Tanner       | photographie     |
| Jimmy Cleveland | trombone          | 3 - 6 |  | Hollis King      | design           |
| Roger Kellaway  | piano             | 1 - 6 |  |                  |                  |
| Kenny Burrell   | guitare           | 1 - 6 |  |                  |                  |
| Walter Booker   | contrebasse       | 1 - 6 |  |                  |                  |
| Frankie Dunlop  | batterie          | 1 - 6 |  |                  |                  |